# Zeno von Singalewicz
Zeno von Singalewicz (* 14. August 1875 in Wien; † im 20. Jahrhundert) war ein österreichischer Schwimmer.

## Karriere
Von Singalewicz gewann im Mai 1912 den österreichischen Olympia-Qualifikationswettbewerb über 400 m Brust und sicherte sich somit das Teilnahmerecht für die zwei Monate später in Stockholm stattfindenden Olympischen Spiele. Hier erreichte er im Wettbewerb über 400 m Brust das Halbfinale.